# 茂林遠岫圖
《茂林遠岫圖》是北宋画家李成绘制的一幅山水画，曾收录于《石渠宝笈》中。此画描绘的是夏日山水景色。技法以擦染为主，有时用重墨点出山顶和树木。

## 特征
画上没有作者款印，右上和前隔水有乾隆题诗，拖尾上为向若冰、倪瓒、张天骏的三条题跋。向若冰跋写于1219年，其中提到这幅画是“李营丘成所作茂林远岫图”，曾由宋英宗枢密副使吕公弼收藏，这便是后世将此画定位李成真迹的主要原因。
向若冰也曾收藏此作，之后历经贾似道、鲜于枢几人转手，倪瓒写跋时收藏者为吴城卢氏，明后由吴用诚、项元汴收藏。清初为梁清标藏品，后入清内府。溥仪逊位后将其赐给溥杰，由此流出清宫，经天津运达长春的伪皇宫。之后转藏东北博物馆（今辽宁省博物馆）。

## 真伪
近现代一些学者认为《茂林远岫图》并非李成真迹。谢稚柳认为它是燕文贵的作品。傅熹年以其上残缺的峰巅和水脚为由，断定其为拼合本，作者也很可能是燕文贵。徐邦达认为此画虽是宋画，但并不是李成的作品。